# Daniel Fournier
 (février 2014).
Pour les articles homonymes, voir Fournier.
Daniel Fournier (né en novembre 1942) est un physicien des particules ayant travaillé au CNRS et à CERN. Il a également enseigné a l'Université d'Orsay. Il est notamment à l'origine du calorimètre électromagnétique de l’expérience Atlas.

## Distinctions
- Médaille d'argent du CNRS[2]
- Prix Jean-Ricard de la Société française de physique[3]

## Publications
- Daniel Fournier et Yves Sirois, « Comment la théorie a guidé les expériences », La recherche,‎ octobre 2012 (lire en ligne)

## Conférences
- 2012: Conférence à l'ENS sur le Boson de Higgs[4]